# Sciocryptus lachnaeis
Sciocryptus lachnaeis är en stekelart som först beskrevs av Porter 1967.  Sciocryptus lachnaeis ingår i släktet Sciocryptus och familjen brokparasitsteklar. Inga underarter finns listade i Catalogue of Life.